# Kaspar Karas von Rhomstein

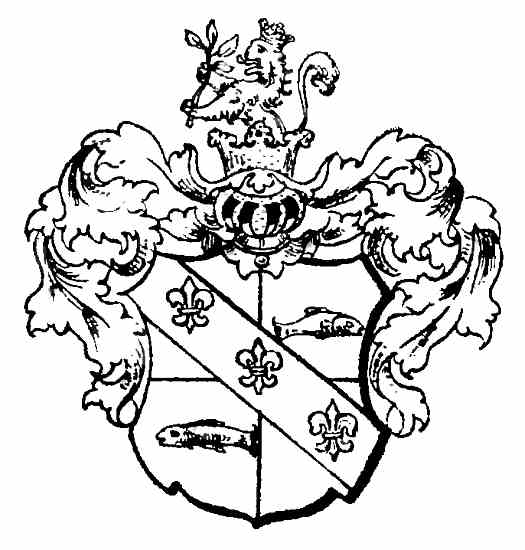
Wappen

Kaspar Karas von Rhomstein, auch Gaspard Karas, (* 1591 in Breslau, Schlesien; † 6. Januar 1646 ebenda) war ein römisch-katholischer Geistlicher. Er fungierte als Administrator des Bistums Olmütz sowie Titularbischof von Tiberias und Weihbischof in Olmütz.

## Werdegang
Kars stammt aus einer Kaufmannsfamilie. Kaspars Bruder, Adam Karras von Rhomstein, war Domherr in Breslau, Neiße und Ratibor.
Kaspar Karas von Rhomstein studierte 1615–1620 als Alumne des Collegium Germanicum Theologie in Rom und erwarb den akademischen Grad eines Dr. theol. 1621 wurde er Kanoniker, 1624 Scholastiker und Kantor des Breslauer Domkapitels. Das Olmützer Kapitel berief ihn 1638 zum Domherrn und 1639 zum Dompropst. Zudem wurde ihm die Propstei von St. Peter in Brünn übertragen.
Da der Olmützer Bischof Leopold Wilhelm, Erzherzog von Österreich keine priesterlichen Weihen empfangen hatte, war Karas von Rhomstein 1638–1640 und 1643–1646 Bistumsadministrator und seit 1638 bis zu seinem Tod Generalvikar und Offizial des Bischofs.
Am 3. Dezember 1640 folgte die Ernennung zum Titularbischof von Tiberias und zum Weihbischof in Olmütz. Etwa im September 1641 wurde er zum Bischof geweiht. Allerdings hielt er sich häufiger im Bistum Breslau auf und entfaltete dort eine rege pastorale und politische Tätigkeit.
Er starb in Breslau und wurde in der Kathedrale St. Johannes der Täufer beigesetzt.